# 太子少傅
太子少傅（たいししょうふ）は、中国の前漢以降の王朝にあった官職である。太子太傅とともに皇太子の養育にあたった。

## 伝説上の教育係
『漢書』百官公卿表は、太子太傅とともに「古官」、すなわちいにしえの官を引き継いだものとする。諸書に「太子太傅」・「太子少傅」は見えず、太傅・少傅が王を補佐したとするものが多いが、太傅・少傅が太子の養育にあたったと記すものもいくらかある。
『礼記』の一篇である「文王世子」が、太傅・少傅を世子（世子は跡継ぎの子。この場合王の跡継ぎ）の養育係と記す。音楽や読書などの学習はそれぞれ専門家が行い、太傅・少傅は父子君臣の道を示したという。「傅伝」は、周の成王が幼い頃に太保・太傅・太師を置いたのにならって、太子の養育のために少保、少傅、少師をおいたという。

## 前漢・後漢
太子太傅、太子少傅は前漢以降に多数の例が見える。太子少傅のほうが地位は下である。前漢では属官に太子門大夫、太子中庶子、太子庶子、太子先馬、太子舎人があった。
後漢も前漢を踏襲した。『続漢書』百官志によると太子率更令、太子門大夫、太子庶子、太子舎人等の皇太子の属官は太子少傅に属した。
秩禄は前漢・後漢とも二千石。